# Emma Fielding Baker
Emma Fielding Baker (Fort Shantok, 5 de dezembro de 1828 — Fort Shantok, 20 de janeiro de 1916) foi uma líder indígena dos Estados Unidos da etnia Mohegan-Pequot, que desempenhou um papel central na preservação da unidade e da cultura de seu povo.
Filha de Francis Fielding e Rachel Commenwas Hoscott, pouco se sabe sobre sua juventude. Quando adulta foi a principal liderança do povo Mohegan-Pequot ao longo de muitos anos, enfrentando a ameaça de dispersão, aculturação e cristianização devido ao contato com os brancos. Foi a chefe da tribo, superintendente da escola dominical da Igreja Mohegan e por 32 anos foi a coordenadora da Sociedade das Costureiras Mohegan. Esta sociedade, além de preservar tradições de artesanato, era uma espécie de conselho feminino da tribo, onde se decidiam importantes questões sobre política, religião, educação e cerimonial. Em 1896 foi eleita presidente da Liga Indígena Mohegan e representou seu povo perante o governo de Connecticut pleiteando a proteção das suas terras e lugares sagrados. Deve-se a ela o lançamento das bases para as posteriores reivindicações de direitos da tribo e dos direitos femininos, numa época em que as mulheres não podiam votar.
Emma revitalizou o importante Festival do Milho Verde, que havia sido abandonado, e deixou uma série de registros escritos sobre os Mohegan-Pequot, fontes valiosas para o conhecimento de sua história, língua e tradições e suas lutas no contato com a civilização ocidental. Foi uma grande defensora da alfabetização e educação dos jovens, a fim de prepará-los para a vida em um ambiente que se tornara hostil aos índios. Também foi a mais ilustre das curandeiras Mohegan de seu tempo, sucedendo sua avó e mentora Martha Uncas, uma posição que manteve de 1859 até sua morte.
Em 1992 sua memória foi honrada com sua eleição como Medicine Woman (Curandeira) dos Mohegan, e em 1994 foi incluída na Sala da Fama de Connecticut. Em 2017 um retrato seu foi instalado no President's Park de Washington D.C., ornamentando uma das árvores que representam cada estado dos Estados Unidos.
Foi casada com Henry Baker, com quem teve dois filhos e quatro filhas.